# Monestir de Txúlevi
El monestir de Txúlevi o monestir de Txúlevi de Sant Jordi (en georgià: ჭულევის მონასტერი) és un edifici monàstic de l'Església ortodoxa georgiana del segle xiv, situat al sud-oest de Geòrgia dintre de la regió de Samtsje-Yavajeti. El monestir es coneix com a Txule (ჭულე) o Txúlevi (ჭულები).

## Situació
El monestir de Txúlevi es troba a la riba esquerra del riu Kvabliani, a prop de la ciutat d'Adigeni, a la històrica província de Samtskhé. La seu era la llar d'una comunitat monàstica ja al segle xi, però va ser en l'última part del segle xiv quan es va construir l'edifici actual per convertir-se en un important centre religiós i cultural del sud de Geòrgia. Una inscripció al fresc en el model d'alfabet asomtavruli (ასომთავრული) georgià medieval, revela el nom de l'artista «Arsen» que va pintar l'interior de Txúlevi l'any 1381.

## Descripció

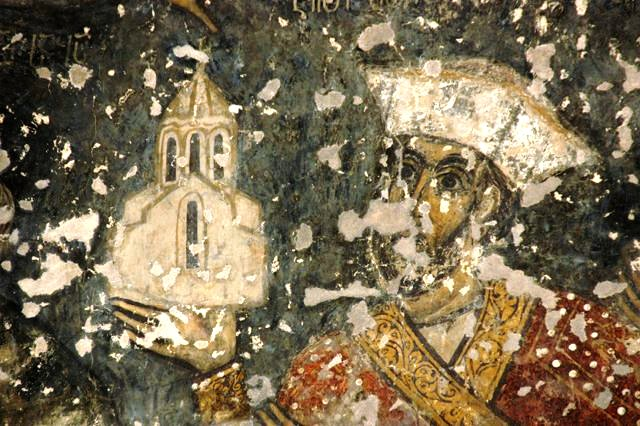
Fresc del príncep Jaqeli al monestir de Txúlevi,

Els murals pintats a l'interior representen, entre d'altres, un retrat grupal de la casa principesca local de Jaqeli, mecenes del monestir.
El monestir de Txúlevi comparteix una sèrie de característiques comunes amb les esglésies contemporànies i situades a prop dels monestirs Zarzma i Sapara, com el model general típicament allargat i l'espai interior de forma rectangular sense projeccions; la construcció principal és una cúpula que descansa sobre les parets de l'altar i dos creuers. Sant Jordi és la icona representativa de monestir, com a símbol: «El Déu de les tribus i l'Esperit Sant de Jordi de Txule, l'església completa de Chiesi».

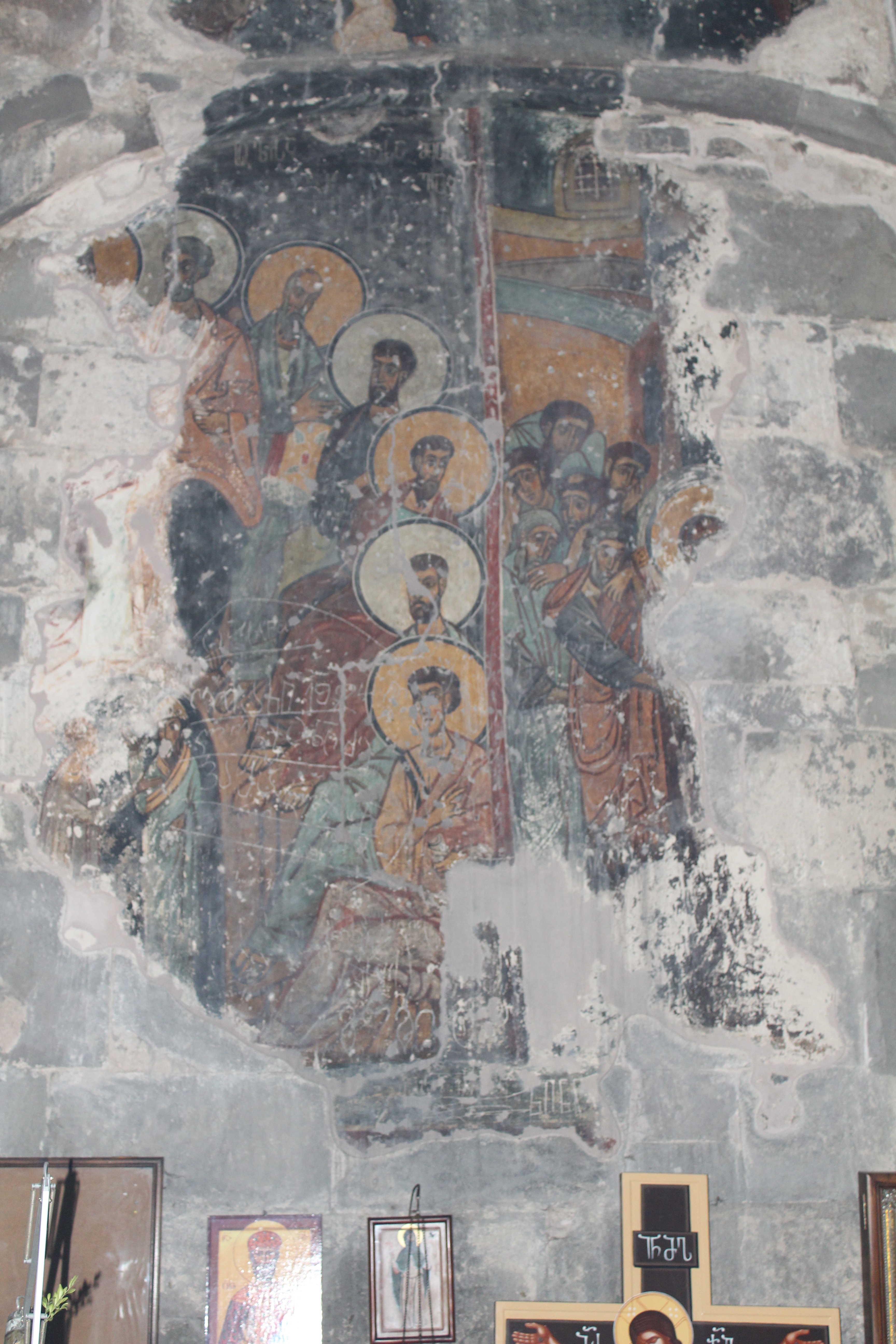
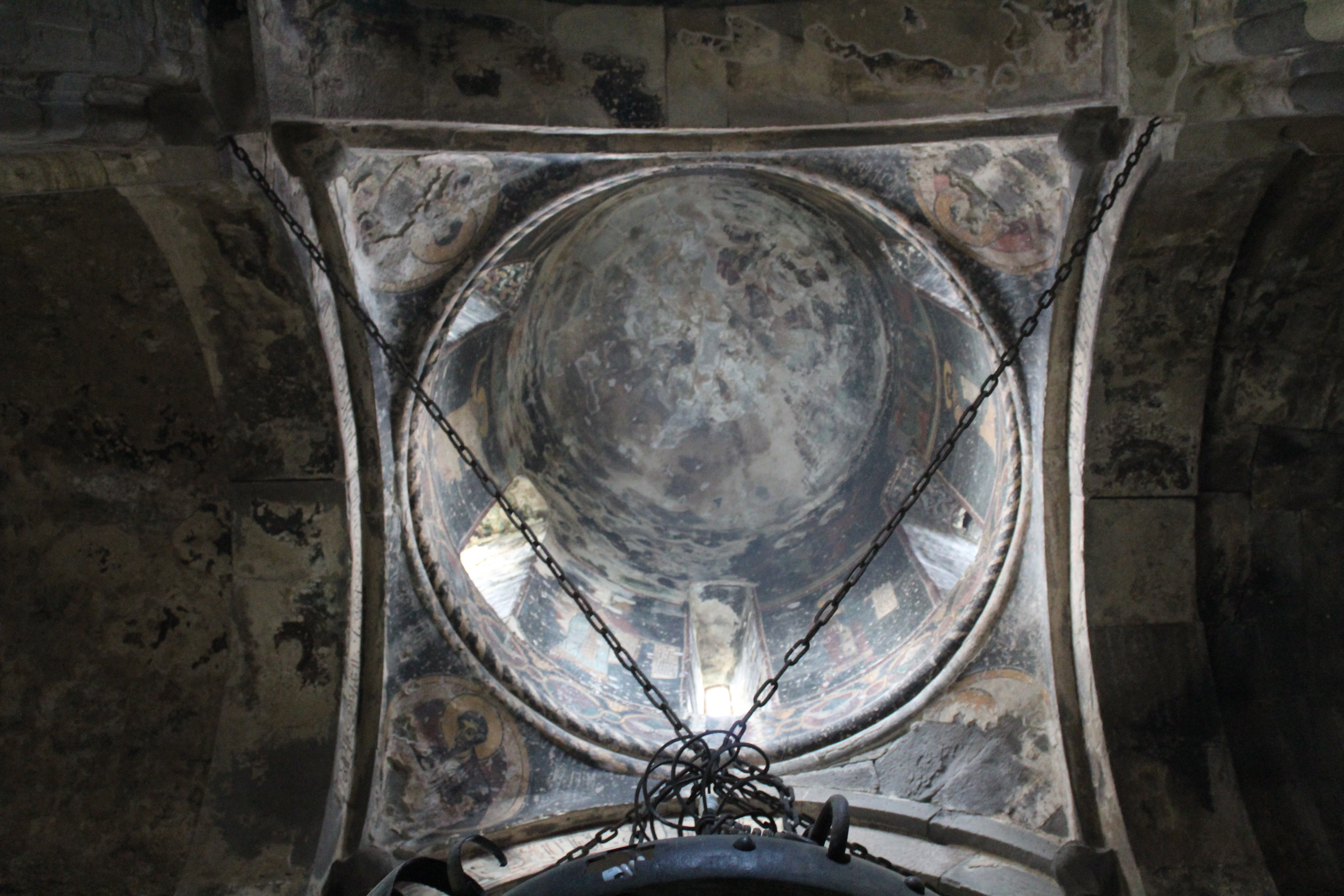
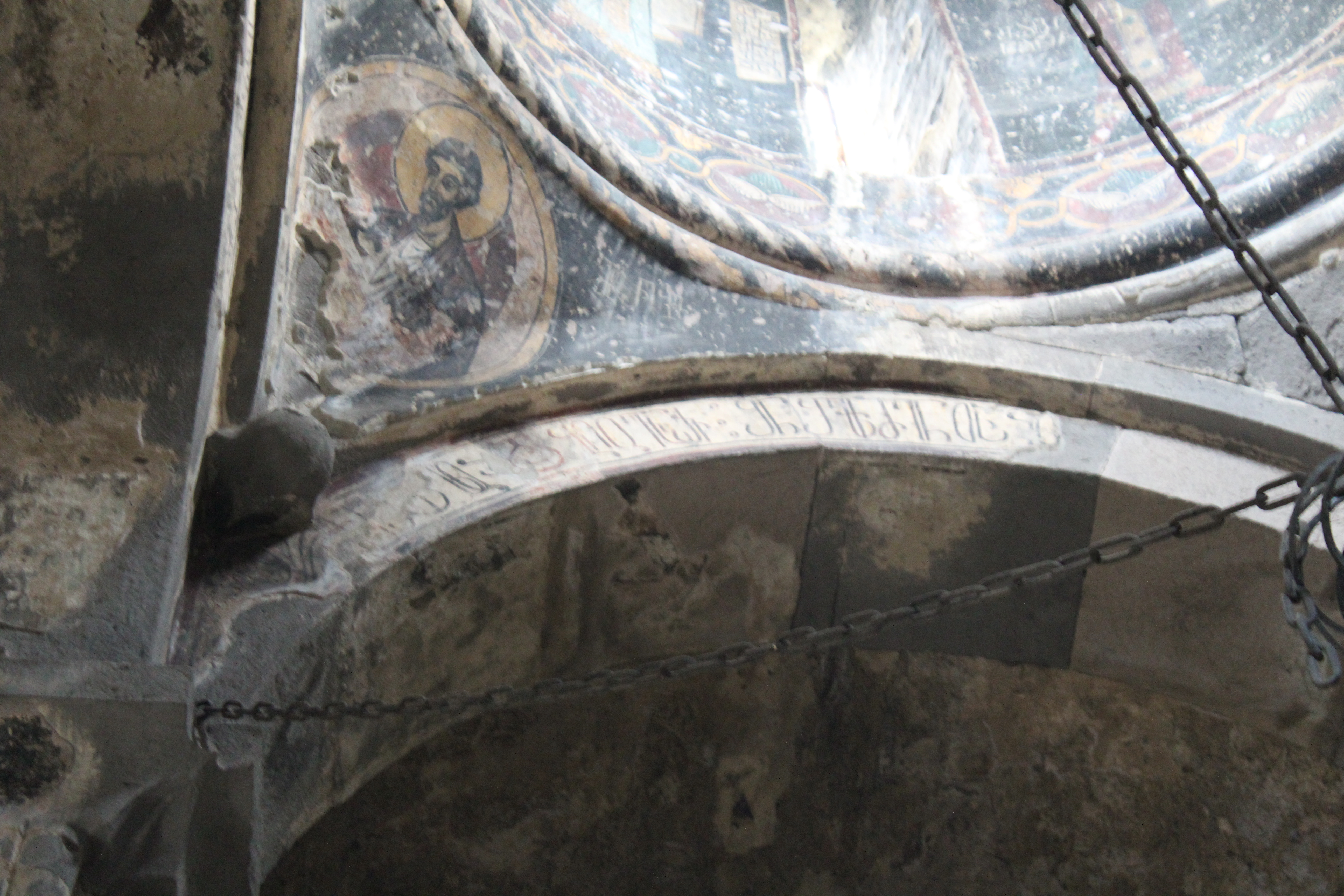
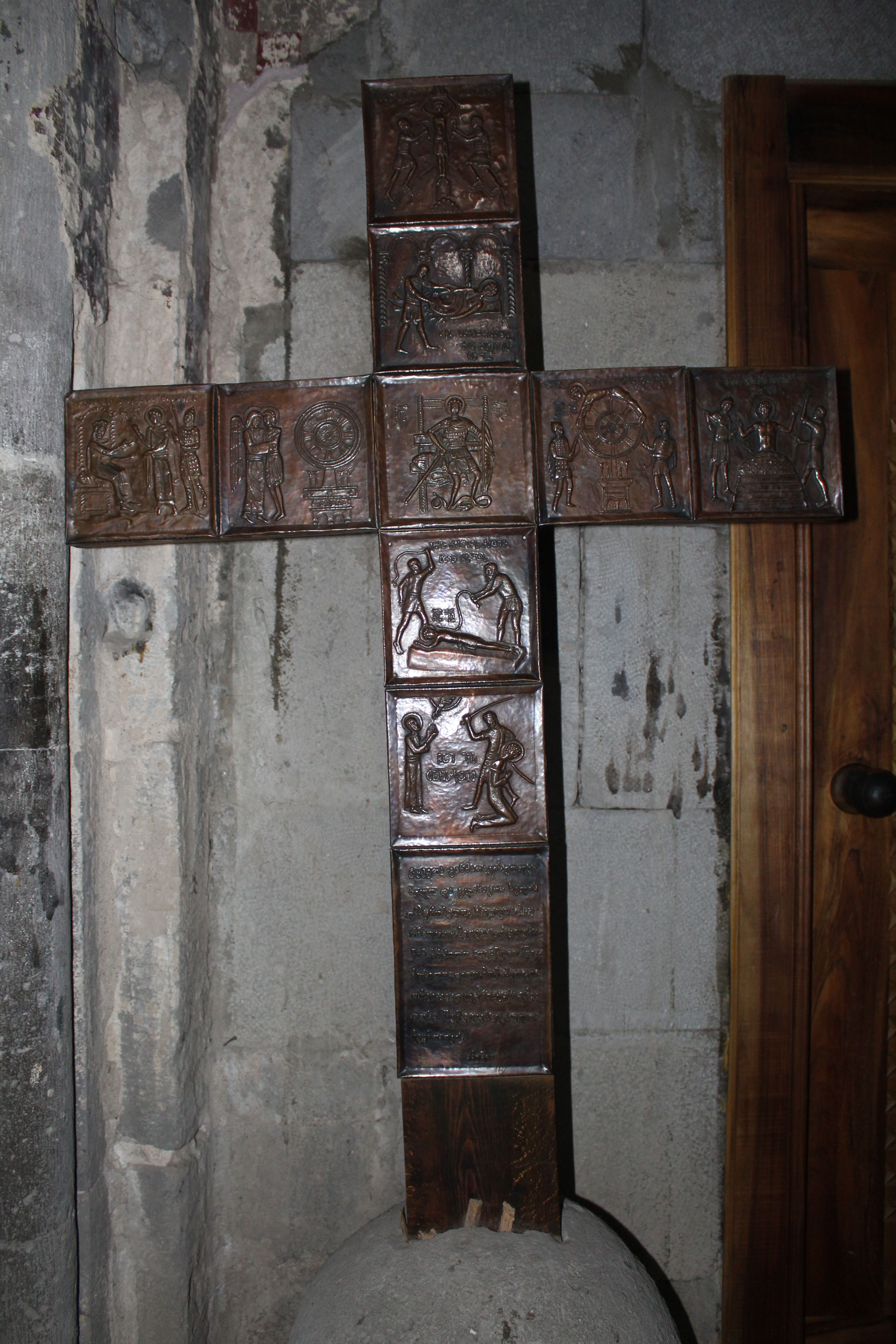

## Història posterior
Després de la conquesta otomana de l'àrea, el monestir de Txúlevi es va abandonar per complet el 1595. Els vilatans, que encara practicaven el cristianisme en aquest moment, van salvar les campanes i alguns altres articles de l'església enterrant-los al bosc adjacent. Les campanes es van descobrir accidentalment en la dècada de 1980 i es van donar al museu local d'Akhaltsikhé, però finalment es van lliurar al monestir una vegada restaurat per l'Església ortodoxa georgiana a l'octubre de 1999.
Un equip d'arquitectes russos va intentar, sense èxit, reparar l'església entre 1935 i 1936 i es van perdre diversos detalls arquitectònics en el procés. Un altre intent de rehabilitació es va realitzar als anys 1970 i 1980, però va ser interromput. No va ser fins al 2003 que es van iniciar els treballs de camp de reconstrucció sistemàtica i el monestir ha estat reparat en gran part de llavors ençà.

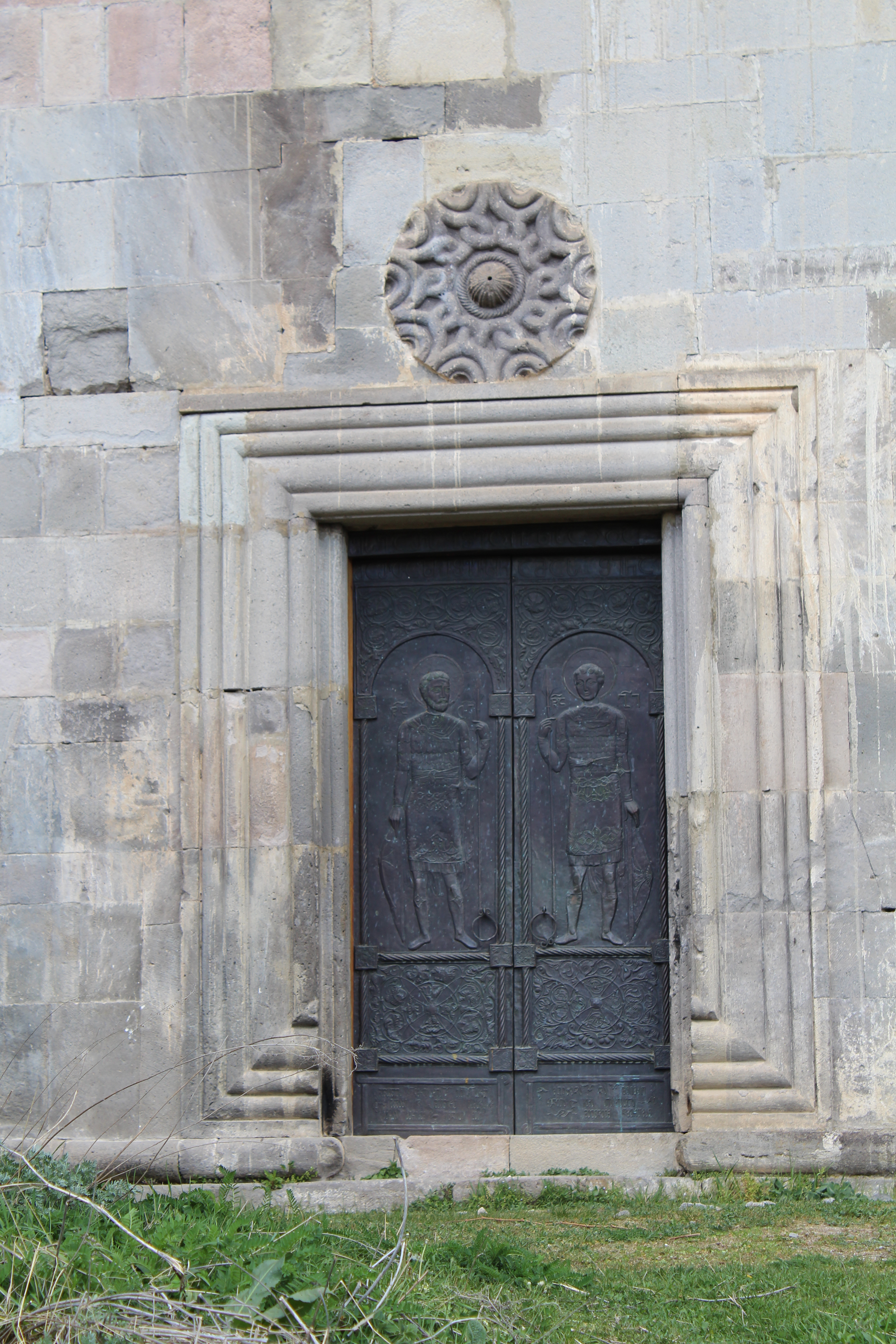
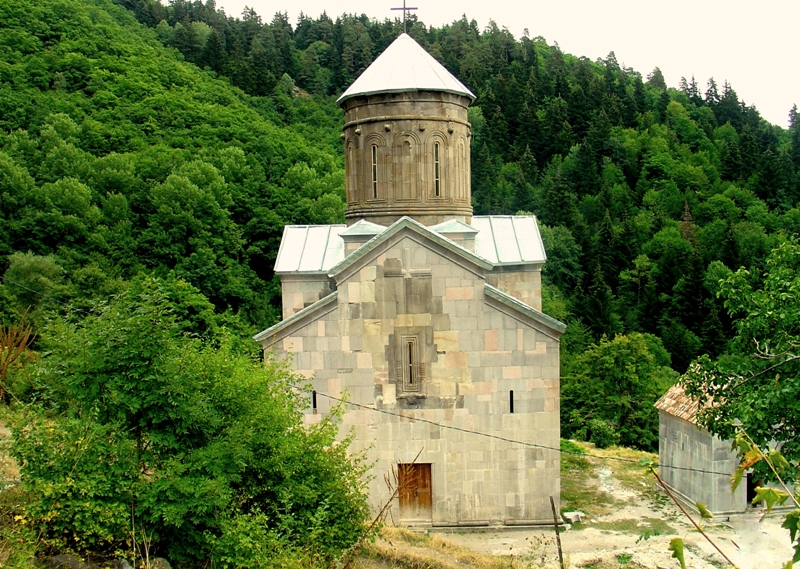
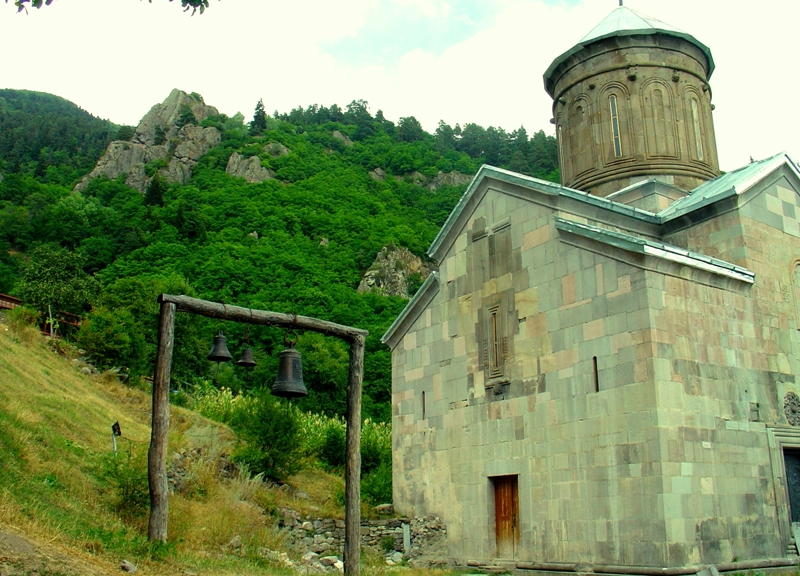
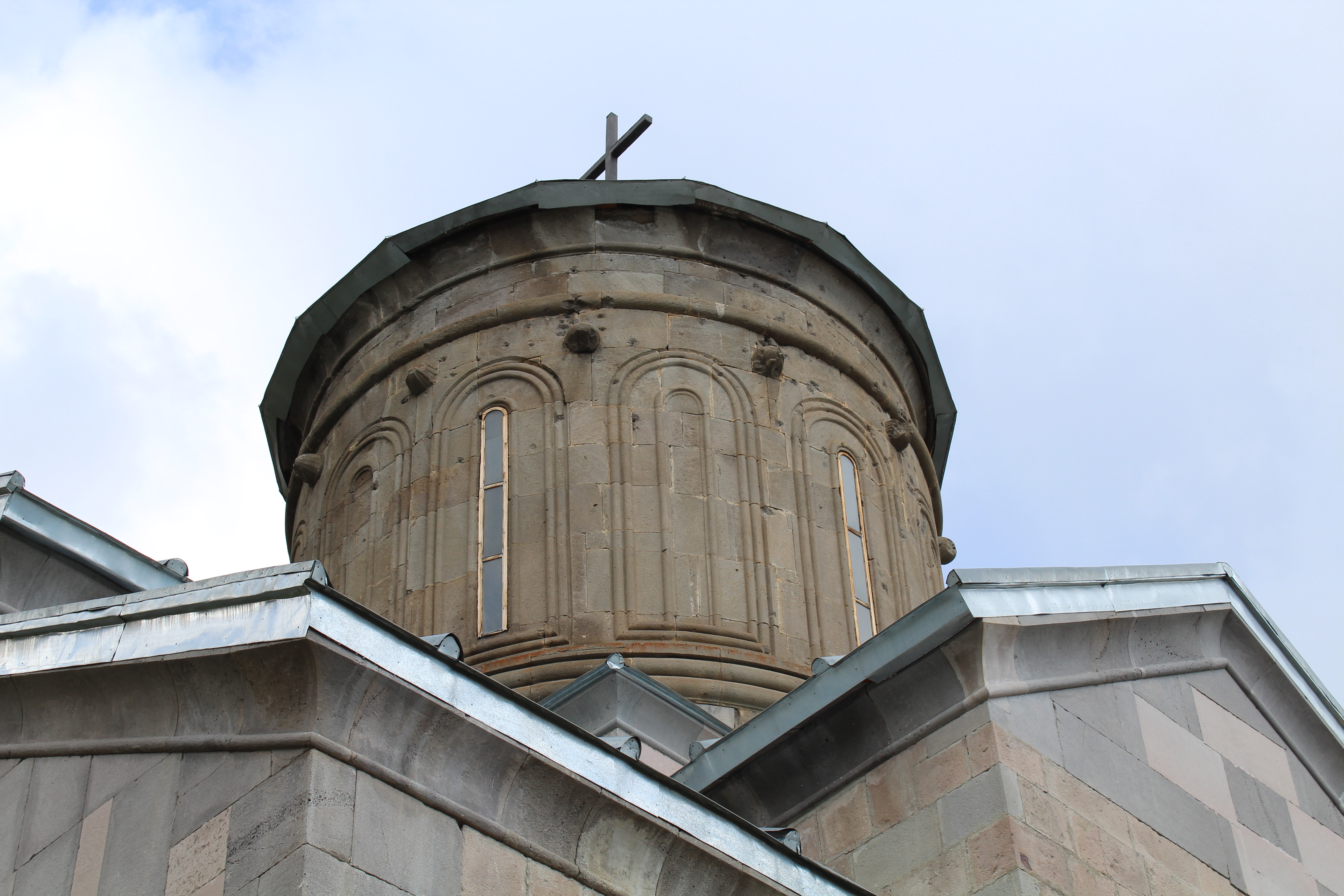